# Bernsteen & Sulferblom
Bernsteen & Sulferblom (Engels: Dervish and Banges) is een winkel die voorkomt in de Harry Potter-boekenreeks van de Britse schrijfster J.K. Rowling. De winkel, gelegen in Zweinsveld, verkoopt magische instrumenten en accessoires. De winkel is gelegen aan de hoofdstraat.
Naast de verkoop van magische instrumenten, zoals een Gluiposcoop, kan men bij Bernsteen & Sulferblom ook instrumenten laten repareren.

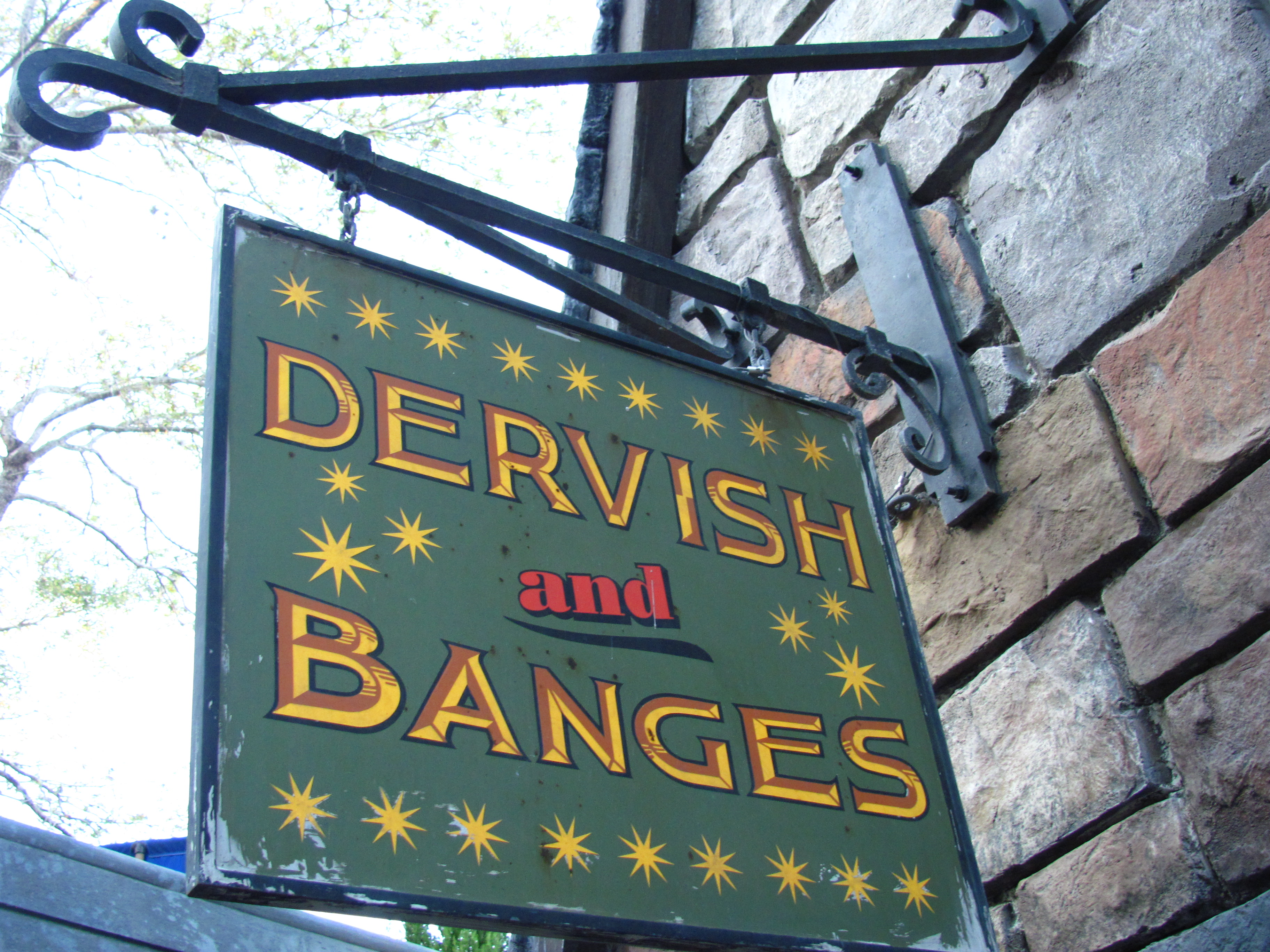